# Курголово (Волосовський район)
Курголово (рос. Курголово) — присілок у Волосовському районі Ленінградської області Російської Федерації.
Населення становить 61 особу. Належить до муніципального утворення Клопицьке сільське поселення.

## Історія
Від 1 серпня 1927 року належить до Ленінградської області.

## Населення
| 2007 | 2010 | 2017 |
| ---- | ---- | ---- |
| 34   | ↘27  | ↗61  |